# Marquesado de Feria

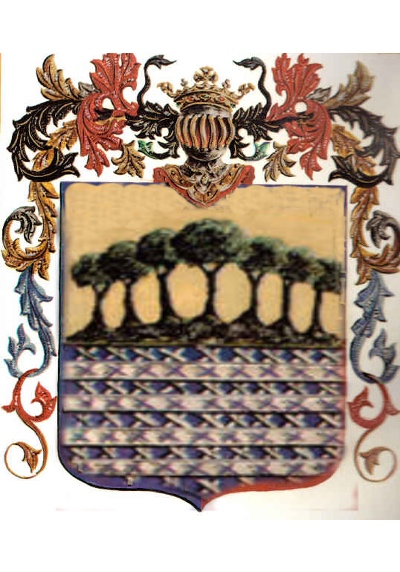
Escudo del Marqués de Feria

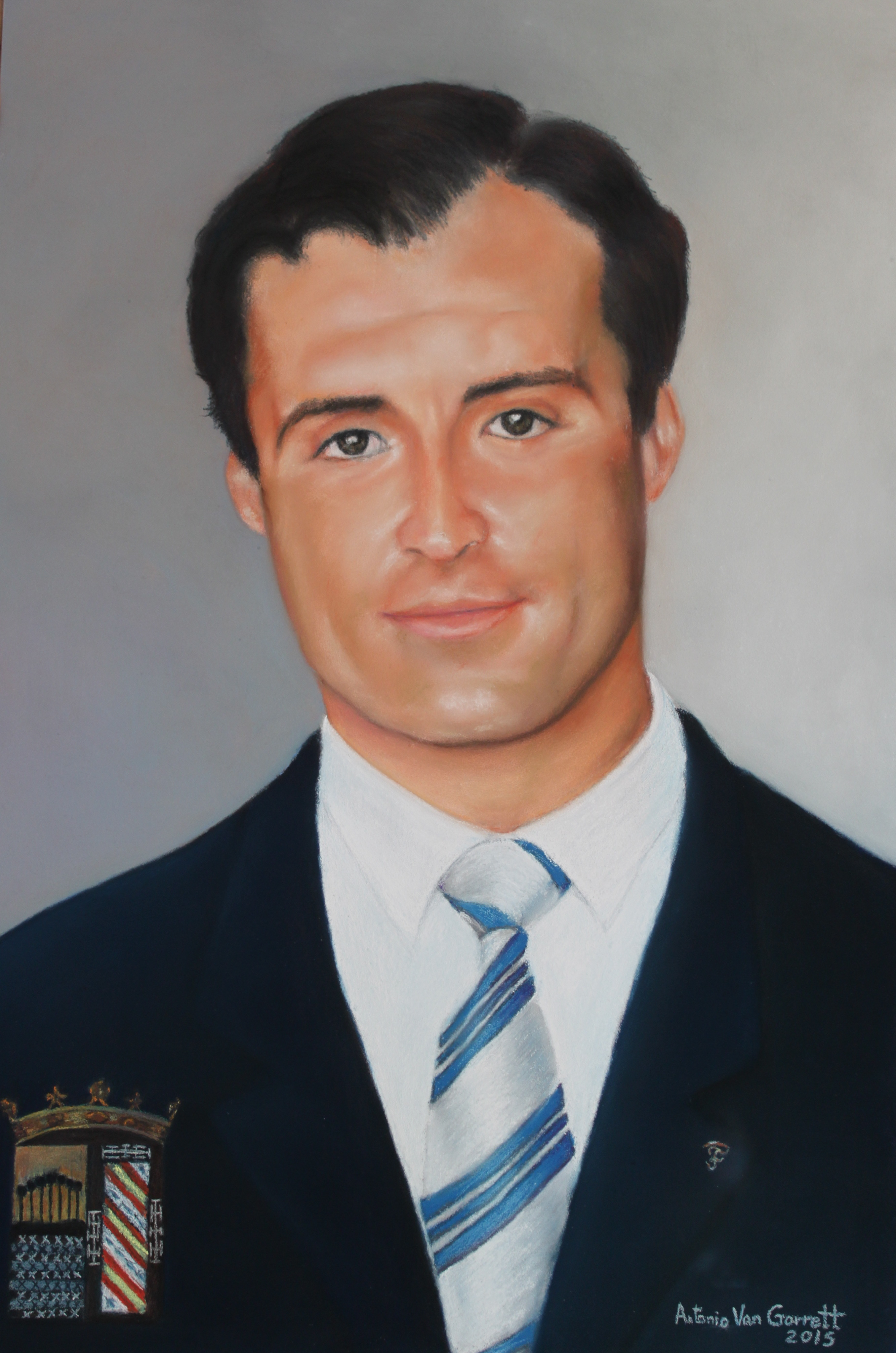
Bertrán Cruzat y Quijano, XII marqués de Feria

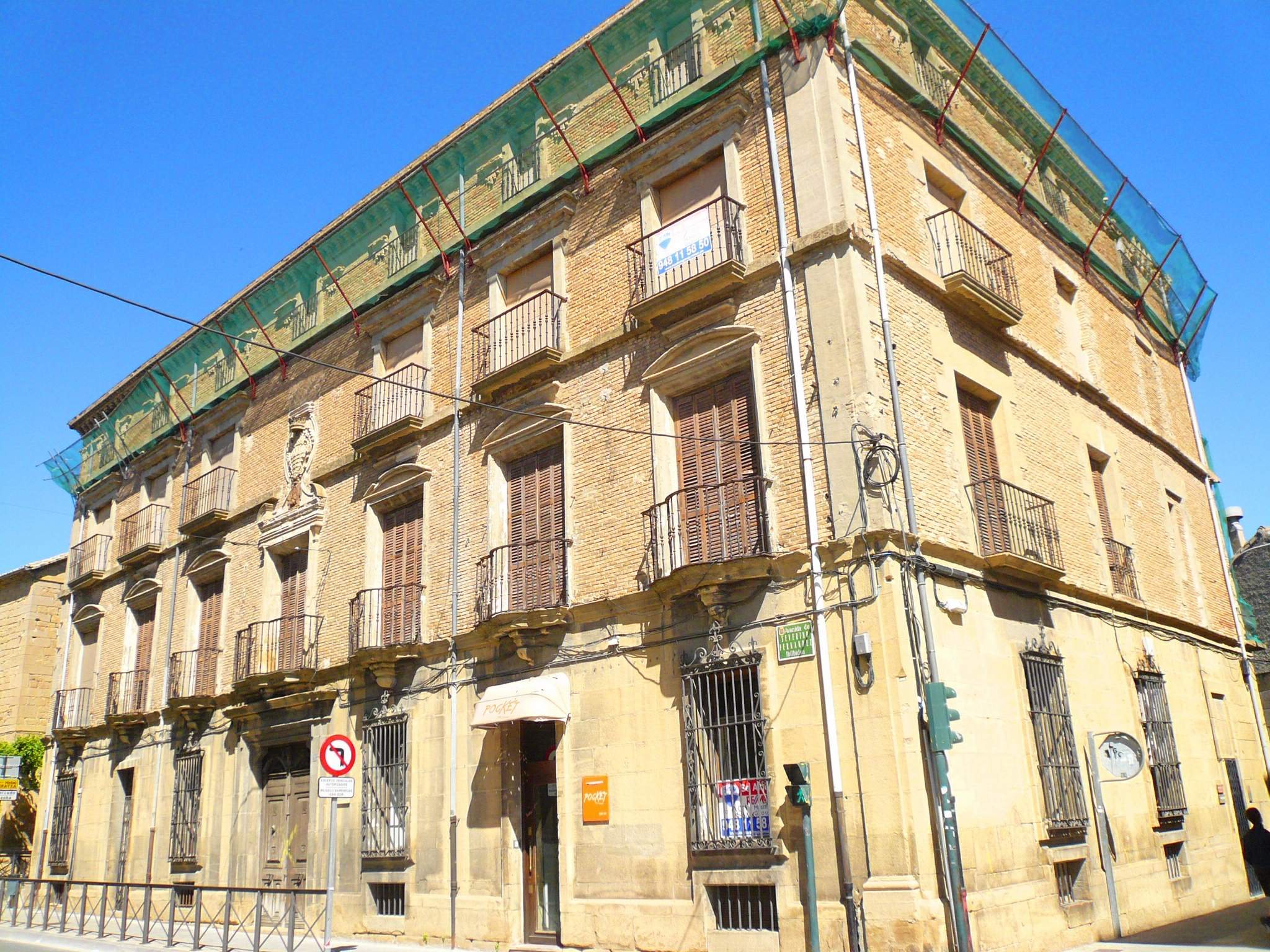
Palacio del Marqués de Feria en Tafalla (Navarra)

El marquesado de Feria es un título nobiliario español creado el 14 de julio de 1704 por el rey Felipe V a favor de Francisco Félix de Vega y Cruzat, maestre de campo, por los servicios prestados al ejército, sobre todo en Nápoles.
Francisco Félix de Vega y Cruzat, empezó como soldado raso, accedió por méritos de guerra a capitán de caballos y corazas.  Fue teniente de maestre de campo, general de los particulares en el Reino de Nápoles, gobernador de la plaza de Pescara, maestre de campo y castellano del castillo de Capua, y por último gobernador y fortificador del castillo de Barletta.
Su denominación hace referencia a un antiguo lugar navarro, llamado "La Feria", situado entre las localidades de Tafalla y Olite. En Tafalla se conserva actualmente el antiguo palacio de los marqueses de Feria, así como en Olite.
El último vínculo con Navarra de los Cruzat y del marqués de Feria en particular, tuvo lugar en el señorío de  Arinzano.
Manuel Cruzat y Ochagavia IX marqués de Feria heredó, en 1887 de una hermana de su padre que había estado casada con el marqués de Zabalegui, dicha propiedad.
Más de un siglo después el XI marqués de Feria y sus hermanos vendieron «El Señorío de Arinzano» a la familia Chivite comenzando estos, la elaboración de sus afamados vinos de pago de Bodegas Chivite.
Hoy en día gran parte de los Cruzat residen en Madrid así como el XII marqués de Feria Bertrán Cruzat Quijano.
El título de marqués de Feria se concedió como título de Castilla, no como referido al Reino de Navarra.

## Marqueses de Feria
|                                 | Titular                                          | Periodo               |
| Creación por Felipe V           | Creación por Felipe V                            | Creación por Felipe V |
| ------------------------------- | ------------------------------------------------ | --------------------- |
| I                               | Francisco Félix de Vega y Cruzat                 | 1704 -                |
| II                              | Pedro de Vega Cruzat y Jiménez                   |                       |
| III                             | José de Vega Cruzat y Arellano                   |                       |
| IV                              | Gregorio de Vega Cruzat y Román                  |                       |
| V                               | María Teresa de Vega Cruzat y Munive             |                       |
| VI                              | Gaspar Carrillo de Albornoz y Vega Cruzat        |                       |
| VII                             | Diego Carrillo de Albornoz y Vega Cruzat         |                       |
| VIII                            | Agustina María Celsa García Sánchez y Bustamante |                       |
| Rehabilitación por Alfonso XIII |                                                  |                       |
| IX                              | Manuel Cruzat y Ochagavia                        | 1887-1913             |
| X                               | Álvaro Cruzat y González de Estéfani             | 1913-1963             |
| XI                              | Antonio Cruzat y Salazar                         | 1964-2009             |
| XII                             | Bertrán Cruzat y Quijano                         | 2010-actual titular   |

## Historia de los Marqueses de Feria
- Francisco Félix de Vega y Cruzat, I marqués de Feria.

Sin descendientes, le sucedió el hijo de su hermano Pedro de la Vega y Cruzat que casó con Margarita Jiménez y Azcárate, por tanto su sobrino:
- Pedro de Vega Cruzat y Jiménez, II marqués de Feria.

Casó con Úrsula Arellano. Le sucedió su hijo:
- José Manuel de Vega Cruzat y Arellano, III marqués de Feria.

Casó con María Josefa Romaní y Carrillo. Le sucedió su hijo:
- Gregorio Fausto de Vega Cruzat y Romaní, IV marqués de Feria.

Casó con Leonor María de Munibe y Tello de Espinosa, hija de Francisco de Munibe y León Garabito, I marqués de Valdelirios. Le sucedió su hija:
- Juana María Teresa de Vega Cruzat y Munibe, V marquesa de Feria (1736-1792)

Casó con el coronel Juan Bautista Carrillo de Albornoz y Bravo de Lagunas, hijo del IV conde de Montemar. Le sucedió su hijo:
- Gaspar Carrillo de Albornoz y Vega Cruzat (Huamanga, 1759-Lima, 1839), VI marqués de Feria, III marqués de Valdelirios, coronel de caballería de milicias, alcalde de Lima en 1790 y 1791, contador mayor del Real Tribunal de Cuentas de Lima, presidente de la Audiencia de Charcas y electo de la de La Plata, caballero de las Órdenes de Carlos III y de San Hermenegildo y gentilhombre de cámara del rey con entrada y senador de la República del Perú en 1829.

Casó con su prima, María Josefa Carrillo de Albornoz y Salazar, sin descendencia. Le sucedió su hermano:
- Diego Juan Manuel Carrillo de Albornoz y Vega Cruzat (Cuzco, 1770-Madrid, 1840), VII marqués de Feria, coronel de caballería y teniente coronel de infantería de milicias de Huamanga. gentilhombre de cámara del rey con ejercicio y servidumbre, Gran Cruz de la Orden de Isabel la Católica y caballero de la Orden de Santiago. Acompañó a Fernando VII en su destierro en Bayona, donde fue gentilhombre del infante Carlos.

Soltero, sin descendencia, le sucedió:
- Agustina María Celsa García Sánchez y Bustamante (Huamanga, 1778), VIII Marquesa de Feria, hereda por sucesión de todos los vínculos y mayorazgos que posee excepto los correspondientes al marquesado de Valdelirios. Casada con el español Fernando Ruiz Adams, abuela del capitán de navío y héroe peruano en la Guerra del Pacífico, Juan Guillermo More Ruiz, quien pereció en la Batalla de Arica junto a Francisco Bolognesi.

Rehabilitado en 1887 por:
- Manuel Cruzat y Ochagavia, IX marqués de Feria.

Casó con Ángela González de Estéfani y Esteva. Le sucedió, en 1913, su hijo:
- Álvaro Cruzat y González de Estéfani (m. 1963), X marqués de Feria.

Casó con Clotilde de Salazar y Chávarri. Le sucedió, en 1964, su hijo:
- Antonio Cruzat y Salazar (1928-2009), XI marqués de Feria.

Casó con Lucrecia Quijano Agüero. Le sucedió, en 2010, su hijo:
- Bertrán Cruzat y Quijano, XII marqués de Feria.

Casó, en primeras nucias con Susana Basterra y Cossío de quien se divorció y tuvo un hijo, Bertrán. Contrajo un segundo matrimonio con Elvira Díaz de Tuesta y Díaz de Lezana.